# Triptych (ゲーム)
『Triptych』（トリプティック）は、2006年4月28日にALcotより発売されたWindows用18禁恋愛アドベンチャーゲーム。

## 解説
本作はオムニバス形式をとっており、3人のメインヒロインのシナリオが密接な関係を持っている。また、いずれのヒロインにも必ず2人のサブキャラクターが登場する。
ストーリーは章立てされた形で進行し、章が終わると新たなシナリオが解放される仕組みになっている。

## あらすじ
孤島に暮らす記憶喪失の便利屋ナユタは相棒の情報屋を通じ、島の学園で怪しげな儀式が行われていることを知った。さっそく調査に赴いたナユタは、学園の謎と美しき女子学生に出くわす。

## 登場人物
ナユタ
本作の主人公。洋館に住み、探偵同然の便利屋を営みつつも、失われた記憶を探している。

### ヒロイン
マヤ
声：夏野こおり
第一章メインヒロイン。無口ながらも内に熱い想いを秘めている。
ミウ
声：みる
第二章メインヒロイン。穏やかな性格ながらもドジな一面を持つ。
カレン
声：佐々留美子
第三章メインヒロイン。きつい性格に見えてさみしがり屋。料理とハイキックは得意。
セツナ
声：夏野こおり
最終章メインヒロイン。

### サブキャラ
レイ
声：文月かな
ミウのお世話係であるメイド服の女性。 街のレストランで働いている。長槍の使い手。救急箱を隠し持っている。
ハノン
声：一色ヒカル
ミウの護衛である男装の女性。 街のレストランで働いている。投げナイフの使い手。虫が苦手。
リオナ
声：楠鈴音
カレンと同じ教会に住む孤児、ナツキの双子の姉。ぼーっとしているようで、ナツキのブレーキ役を務めている。
ナツキ
声：如月葵
カレンと同じ教会に住む孤児、リオナの双子の妹。
ケイ

マリネオ
声：韮井叶
マヤに付き従い、人語を解して話すことのできるぬいぐるみ。
ジャジャス
声：青山ゆかり
マヤに付き従い、人語を解して話すことのできる猫のぬいぐるみ。マリネオのボケに突っ込みを入れる役でもある。
サイオン

## 主な舞台
ナユタの屋敷

鏡の塔

学園

ミウの屋敷

森

教会

酒場

## その他設定
硝子珠（マナの珠）

ヴォイド

## スタッフ
- 原画：仁村有志、蒼魚真青
- シナリオ：JUN、ERI
- 音楽：折倉俊則

## 主題歌
オープニングテーマ「Triptych」
歌：真理絵 / コーラス：霜月はるか / 作詞：宮蔵 / 作曲・編曲：MANYO（Little Wing）
イメージソング
マヤテーマソング「月と夢」
歌：kaya / 作詞・作曲・編曲：折倉俊則（I.L.C）
ミウテーマソング「Emerald」
歌：結月そら / 作詞・作曲・編曲：折倉俊則（I.L.C）
カレンテーマソング「Withers」
歌：kaya / 作詞・作曲・編曲：折倉俊則（I.L.C）

## その他

### JANコード
4580184280062

### 付録・特典等
予約特典CDトリプテイックスペシャルディスク

### Webコミック
製品版発売を前に、ALcotサイトに全9話のWebコミックが連載された。作画は、時乃。

### 関連商品
トリプティックビジュアルファンブック
2006年7月発行 ISBN 978-4773003239